# Mohammad Ahmadzadeh
Mohammad Ahmadzadeh (محمد احمدزاده, em persa) (Bandar-e Anzali, 10 de janeiro de 1961), é um técnico iraniano de futebol. Também foi um jogador de futebol no passado e atuou no Malavan F.C., que é o clube que treina atualmente e disputa a Iran Pro League, a primeira divisão do futebol do país.
Ahmadzadeh foi escolhido como o assistente técnico da Seleção Iraniana de Futebol pelo recem contratado técnico Ali Daei.